# Peral (Cadaval)
Peral ist eine Gemeinde (Freguesia) im portugiesischen Kreis Cadaval. In ihr leben 890 Einwohner (Stand 19. April 2021).